# Man of Constant Sorrow
Man of Constant Sorrow (рус. Человек постоянной скорби) — американская народная песня, авторство которой возможно принадлежит автору-исполнителю Дику Барнетту (Dick Burnett). Впервые была записана Барнетом в его сборнике песен около 1913 года под названием «Farewell Song» (рус. Прощальная песня). Изучающий гимнологию Джон Гарст указывает, что термин «man of sorrows» или муж скорбей, религиозный по своей натуре.
Первая аудиоверсия была записана Эмри Артуром в 1928 году. После этого песня многократно исполнялась разными исполнителями, при этом в текст и даже в название песни часто вносились изменения. Интерес к балладе возрос после выхода фильма «О, где же ты, брат?» (2000).

## Известные исполнения
Боб Дилан
Обработка этой песни вошла в дебютный альбом знаменитого американского музыканта Боба Дилана, вышедший в марте 1962 года.  Дилан также исполнил её на своём первом выступлении на национальном телевидении США весной 1963.
Род Стюарт
Обработка этой песни вошла в дебютный альбом британского певца Рода Стюарта, выпущенный в Великобритании в феврале 1970 года. В США диск был выпущен ещё в ноябре 1969 года под названием The Rod Stewart Album и занял 139 место в чарте Billboard 200.
Ginger Baker's Air Force
В 1970 году песня была записана группой Ginger Baker's Air Force, вокал — Денни Лэйн. Записанная в студи версия вышла в виде сингла (с композицией «Doin' It», написанной участниками группы, на второй стороне), а концертное исполнение, записанное в лондонском Альберт-холле в январе 1970 года, было выпущено на одноимённом дебютном альбоме группы.